# Sông Cuyahoga
Sông Cuyahoga (cách phát âm IPA: /ˌkaɪ.ə.ˈhoʊ.gə/, giống như "Khai-a-hô-ga") là một con sông ở vùng đông bắc của tiểu bang Ohio, Hoa Kỳ. Ở ngoài Ohio, nó nổi tiếng vì là "con sông bị cháy" – thực sự nó bị cháy hơn một lần, dẫn đến phong trào bảo vệ môi trường vào cuối thập niên 1960. Sông này chảy từ Xã Hambden, Quận Geauga, Ohio xuống Cuyahoga Falls, một đoạn dài 160 kilômét (100 dặm Anh). Ở đây, nó uốn khúc đột ngột về phía bắc và chảy qua Vườn quốc gia Thung lũng Cuyahoga (Cuyahoga Valley National Park, CVNP). Sau đó, nó chảy qua Cleveland vào hồ Erie. Sông có lưu vực rộng 2.105 km² (813 dặm vuông) bao trùm sáu quận. Những người thổ dân gọi nó là "Cuyahoga", có nghĩa "sông quanh co" trong tiếng Iroquois.

## Miêu tả

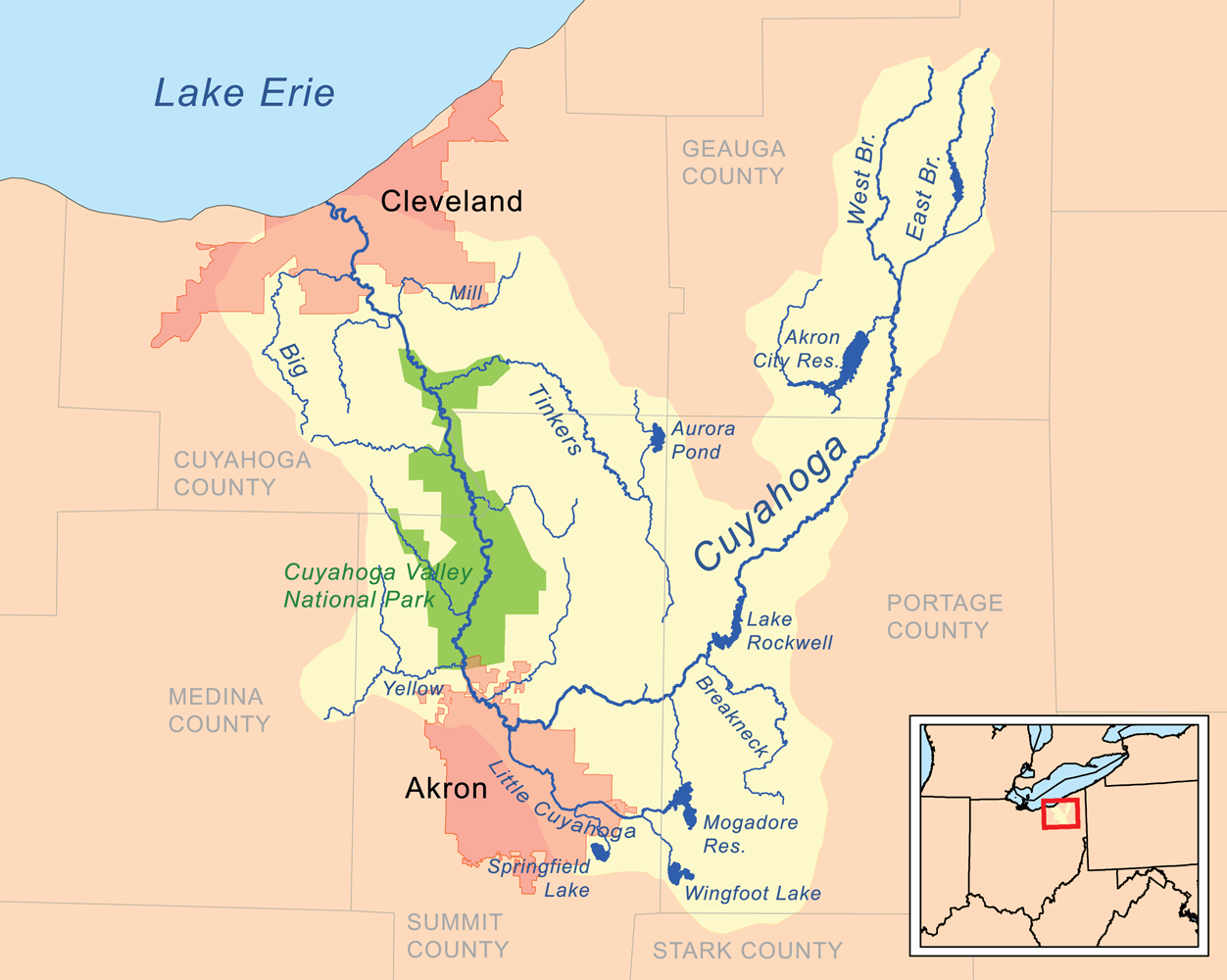
Đường chảy của sông Cuyahoga

Theo địa lý, sông Cuyahoga là một địa mạo được tạo ra tương đối gần đây khi những sông băng tiến về phía nam và rút lui vào thời kỳ băng hà cuối cùng. Lần sông băng rút lui, khoảng 10.000–12.000 năm trước đây, thay đổi những lối thoát nước gần Akron ngày nay. Vụ thay đổi này làm cho sông Cuyahoga chảy ngược trở lại về phía bắc, thay vì về phía nam như trước. Trong khi nước chảy ngược tới hồ Erie, sông này uốn quanh băng tích để lại bởi sông băng, làm cho sông có hình U quanh co. Sông có chỗ uốn từ nguồn đến cửa, kéo dài nó tới 160 km (100 mi), trong khi nó chỉ dài 50 km (30 mi) theo đường thẳng. Trừ những khúc được nói đến ở dưới, sông có độ sau từ 90 đến 180 xentimét (3–6 foot).
Xuôi dòng sông Cuyahoga bị thay đổi nhiều lần. Mới đầu sông gặp hồ Erie cách cửa sông ngày nay vào khoảng 1,2 km (4.000 ft) về phía tây, chảy vào đầm lầy nông. Cửa sông ngày nay do con người xây và nằm ngay về phía tây của trung tâm thương mại Cleveland, để cho tàu biển có thể chở hàng hóa giữa sông và hồ dễ dàng. Ngoài ra, Công binh Lục quân Hoa Kỳ (United States Army Corps of Engineers) đào sâu 8 km (5 mi) cuối cùng tới 8 m (27 ft), từ Xưởng Cleveland (Công ty thép Mittal) đến cửa sông, để chịu được tàu bè mang đồ tới những nhà máy nằm dọc theo sông. Đoàn Kỹ sư Công bình cũng làm cho sông thẳng và rộng hơn vào khúc thuộc về kênh Federal Navigation Channel cho những hành động hàng hải.

## Lịch sử
Moses Cleaveland, nhân viên khảo sát địa chất của lãnh thổ Connecticut Western Reserve, tới cửa sông Cuyahoga vào năm 1796 và sau đó quyết định xây dựng làng ở đấy trở thành Cleveland. Thành phố này được đặt tên theo ông.
Sông Cuyahoga là một trong những địa mạo được sử dụng để định ra "Biên giới Hiệp ước Greenville". Từ 1795, Hiệp ước Greenville đặt biên giới cực tây của nước Mỹ trong thời gian vài năm.

### Vụ cháy và vấn đề môi trường

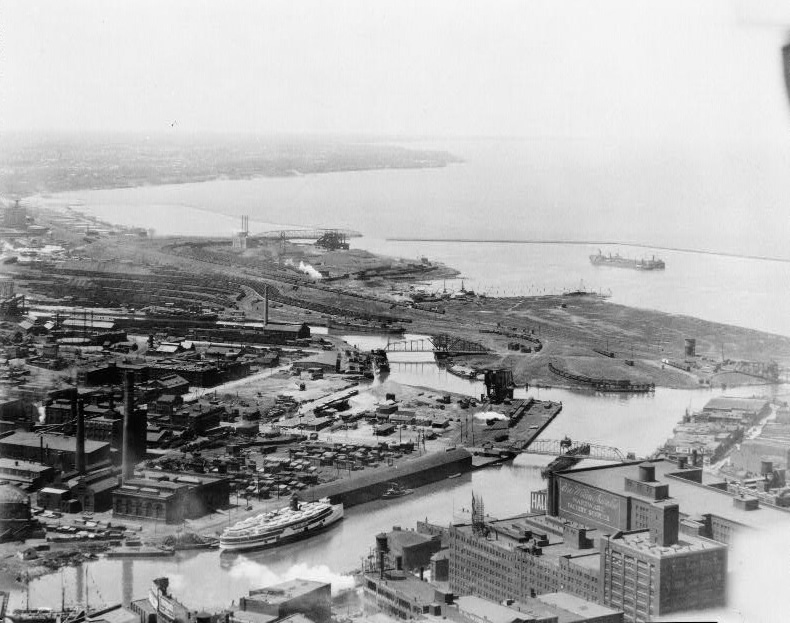
Cửa sông tại hồ Erie ở Cleveland vào khoảng năm 1920

Sông Cuyahoga bị cháy lần đầu tiên vào năm 1936 khi tia lửa của đèn hàn đốt cháy mảnh vụn và dầu mỡ nổi trên mặt sông. Sông này bị cháy vài lần nữa cho đến 22 tháng 6 năm 1969, khi vụ cháy trên sông này thu hút sự chú ý của tạp chí Time. Tạp chí này miêu tả sông Cuyahoga là con sông mà "rỉ thay vì chảy" và kể rằng người ta "không chìm chết" mà "thối rữa" ở sông này.
Vụ này gây ra một loạt chương trình kiểm soát ô nhiễm, dẫn đến Đạo luật Nước sạch (Clean Water Act), Hiệp định về Chất lượng Nước Ngũ Đại Hồ (Great Lakes Water Quality Agreement), và sự thành lập của các Cơ quan Bảo vệ Môi trường (EPA) cấp liên bang và tiểu bang. Vì thế, Cơ quan Bảo vệ Môi trường Ohio đã tập trung vào việc dời những nguồn điểm (point sources) khỏi sông Cuyahoga vào những năm gần đây. Vụ cháy và việc dọn sạch sông này được chỉ đến trong hai bài hát "Burn On" (1972) của Randy Newman và "Cuyahoga" (1986) của R.E.M.
Chất lượng nước đã cải tiến nhiều; vì vậy, sông Cuyahoga được vào danh sách 14 Sông Di sản Mỹ (American Heritage Rivers) năm 1998. Tuy nhiên, vẫn còn ô nhiễm trong sông này, bao gồm những vấn đề nguồn không điểm, giếng thu xả tràn (combined sewer overflow, CSO), và nước đọng do đập chặn sông. Vì thế, Cơ quan Bảo vệ Môi trường phân loại một số khúc của lưu vực sông Cuyahoga là một trong 43 vùng quan tâm Ngũ Đại Hồ (Great Lakes Areas of Concern).

## Tên gọi
Theo Hệ thống Thông tin Địa danh (Geographic Names Information System, GNIS) của Cục Khảo sát Địa chất Hoa Kỳ (USGS), sông Cuyahoga cũng được gọi theo nhiều tên khác:
- Sông Cajahage
- Sông Cayagaga
- Sông Cayahoga
- Sông Cayhahoga
- Sông Cayohoga
- Sông Cujahaga
- Sông Cuyohaga
- Nhánh Gichawaga (Gichawaga Creek)
- Sông Goyahague
- Sông Gwahago
- River de Saguin
- Sông Blanch (Rivière Blanch, "Sông Trắng")
- Rivière a Seguin
- Sông Saguin
- Yashahia
- Sông Cayahaga
- Sông Cayanhoga
- Sông Cayhoga
- Sông Coyahoga
- Sông Cuahoga
- Sông Guyahoga
- Sông Gwahoga
- Sông Kiahagoh

Tuy nhiên, sông này hầu như chỉ được gọi là sông Cuyhoga ngày nay.